# Инкерман (Пенсилванија)
Инкерман (енгл. Inkerman) насељено је место без административног статуса у америчкој савезној држави Пенсилванија.

## Демографија
По попису из 2010. године број становника је 1.819.
| Група             | 2000.    | 2010.         |
| Белци             | 0 (0,0%) | 1.763 (96,9%) |
| Афроамериканци    | 0 (0,0%) | 14 (0,8%)     |
| Азијати           | 0 (0,0%) | 10 (0,5%)     |
| Хиспаноамериканци | 0 (0,0%) | 21 (1,2%)     |
| Укупно            | 0        | 1.819         |